# خواسته‌ها تحقق یافت (فیلم ۱۹۵۹)
آرزوها تحقق یافت (به بنگالی: Chaowa Pawa) و خواسته‌ها تحقق یافت(به انگلیسی: Desires and Fulfilment) فیلمی هندی محصول سال ۱۹۵۹ و به کارگردانی ساچین موکرجی، دیلیپ موکرجی، تارون مجومدار است. در این فیلم بازیگرانی همچون اوتام کومار، سوچیترا سن، تولسی چاکرابورتی و جیبن بوس ایفای نقش کرده‌اند. چامبال به نام رود چامبال اشاره دارد.